# ホンダ・RA260E
ホンダ・RA260Eは、本田技研工業が開発したフォーミュラ2用エンジンである。

## 概要
1980年にフォーミュラ2（以後"F2"）に供給するために開発された。設計者は川本信彦。当時同カテゴリで常勝であったBMWの直列4気筒エンジン「M12/7」を上回ることを目標とされた。シリンダーブロックは鋳鉄製の80度V6である。
このエンジンを元に、ストロークを52.3mmから39.2mmに縮小し、ターボ過給したフォーミュラ1用エンジン「RA163E」が開発された。
F2エンジンのRA260Eは、F2の2とV6の6とマイナーチェンジの数値で、80年代の一桁数値がエンジン形式名に反映されている形になっている。
一例として、1981年用は、RA261Eとして燃料噴射メーカの変更等を実施した。

## スペック
- エンジン形式：水冷V型6気筒DOHC24バルブ自然吸気
- バンク角：80度
- 総排気量：1,996.3cc
- ボア×ストローク：90.0mm × 52.3mm
- 圧縮比：非公表
- 最大出力：310PS以上/10,500rpm
- 重量：125kg

## 開発の経緯
川本は、ホンダが第一次F1参戦時から培ってきたエンジン技術を継承するために、1977年から個人的にF2用のレーシング・エンジンの図面を作成し始めた。年末に、ホンダのOKを得ると、若手数人を交えての設計を開始した。
当時のF2は、直列4気筒のBMW・M12/7が圧倒的に強かったので、これに打ち勝つことを目標として、手のかかっていた従来のF1用ホンダ・エンジンとは異なり、回転数を上げずに馬力を出すことを目標に設計を行った。従来のホンダ・エンジンは、高回転で馬力を絞り出すコンセプトを持ち、限界を高いところにおいていたので、価格、工作精度、材料とすべての面にシビアであり、サービス性と使い勝手の良さを犠牲にしていた。そのため、従来の欠点が発生しないように、回転数に対して余裕を持たせ（最高回転数を12000rpmに抑えて）、メンテナンスが容易で供給先の各チームで扱いやすいことを意図した。
BMWは、直列4気筒のロングストロークで中～高速トルク優先だったのに対して、ホンダは気筒数に関して、4，6，8気筒で検討を重ねたが、8気筒数では多すぎるとして6気筒とし、直列で6気筒だとエンジン全長が長くなるので、3気筒ずつV型に配置するV型6気筒エンジンを選択した。
ペントルーフ型燃焼室は、巷では、コスワースのキース・ダックワースが1600㏄のF2エンジンのFVAで開発したと言われているが、FVA以前にホンダは、自社のレーシングエンジンですでに採用してレースに参戦し、好成績を挙げていた。ただしこのエンジンは、あくまでホンダ専用エンジンで市販されなかったので、レースで好成績をあげてもその内容は、ホンダ外部に開示されなかった。
一方、FVAはF2レースに参戦者に市販されたので、FVAを入手して、その燃焼室形状やギアトレイン等をコピーし自社のレーシングエンジンに反映させることが可能であった。特にFVAは、量産車のシリンダーブロックを流用しているので、設計としては汎用性が高くコピーしての流用も楽であり、FVA以降のレーシングエンジンの基本設計のベースとなった。
FVAのペントルーフ型燃焼室は、吸排気の4バルブを設置してバルブ挟み角を40度より狭くし、バルブの駆動にギアドライブを使用する場合に小径のギアを多数配置したギアトレインを使用するパターンで、当時のレーシングエンジンの基本になっていた。
川本は、余裕を持たせて12000rpmを想定したボア×ストロークとし、低回転域における出力を確保した。バルブ挟み角はダックワースよりも狭めるなど、燃焼室における燃焼効率の改善を図った。このバルブの駆動は、ロッカーアームを配置することによってカムリフトよりも大きなリフトを確保した。カムシャフトはギアトレインとし、3段の組み合わせでタイミングずれの発生を抑えた。
F2は、1979年からすでにF1でも普及しつつあったウイングカーが導入されるようになった。川本はホンダの搭載シャーシとして過去ホンダと付き合いのあったラルトを選び、1979年に設計者のロン・トーラックに相談し、同年に参戦していたラルト・RT2シャシーにホンダV6エンジンの搭載を検討して、ウイングカー対応として「リジットマウントでのエンジン取付け」、「エキゾーストパイプをできるだけ上方にマウントしエンジン幅をできるだけ切り詰める」と言うオーダーをラルトから受け、対応した。
特に、ウイングカーへの搭載条件として必須だったエンジン幅を狭くするという課題に、ホンダはV6エンジンのバンク角を80度に変更すると同時に、リジットマウントのためマウント部の設計変更を実施した。
燃料供給は、ルーカスの機械式燃料噴射を採用した。
1980年、ホンダエンジンはラルト・RH6に搭載されヨーロッパF2選手権のシーズン途中から参戦を開始した。ドライバーはジェフ・リースとナイジェル・マンセルが起用された。

## シリーズ展開
ホンダは、F2の最終年まで各シーズンごとにエンジンに改良を加え、BMWのように多くのチームに供給するのではなく、少数のチームに限定供給する方式でF2シリーズに参戦した。エンジンを希望するチームへの市販化も開発の目標にあったが、国際自動車連盟（FIA）がF2に対して、将来の確実なシリーズ継続開催を明言しなかったので、市販ができなかった。

### RA261E
1981年シーズン用のエンジン。
前年度のエンジンに対して、「ヘッドカバーの形状変更」「燃料噴射をルーカスからボッシュへ変更」「燃焼室形状の変更」を実施。
ヨーロッパでは、ラルト・RH6でジェフ・リースとマイク・サックウェルが参戦した。
日本（全日本F2選手権）では、生沢徹のi&iレーシングから中嶋悟がラルト・RH6とマーチ・812で参戦した。

### RA262E
1982年シーズン用のエンジン。
ヘッドとフェールカムと点火システムの改良を行い、中速域のトルクを向上させ、コーナー立ち上がり加速の向上を目指した。
ホンダでは翌年に向けてF1用のV6ターボエンジンの開発が本格化していたので、F2エンジンは無限（現・M-TEC）の協力を得ての開発・製造を行うようになった。
ヨーロッパでは、ホンダの出資により新たにスピリット・レーシングが設立され、その首脳陣は川本がマーチ・エンジニアリングからスカウトし構成された。スピリット・201でステファン・ヨハンソンとティエリー・ブーツェンが新たにホンダユーザとなった。このスピリットのプロジェクトはホンダエンジンの第二期F1参戦の足掛かりとしての任務を担っていた。ブーツェンがシリーズランキング3位でホンダ最上位となった。
一方、ホンダ搭載での参戦が3年目となるラルトからは、ラルト・RH6-82でケネス・アチソンと、前年F3チャンピオンのジョナサン・パーマーが参戦した。ホンダ搭載チームがラルトだけではなくなったので、ヨーロッパ用にエンジンを10基を用意して、ジャッドの協力を得てメンテナンスを行った。ジャッドはホンダからの許可を得て、このV6のRA262EをベースとしたV8エンジンを開発・製造する。のちにホンダは、ジャッドの開発したこのV8エンジンをベースにF3000用エンジン（後の無限・MF308）の開発を行うこととなる。
日本では、i&iレーシングからマーチ・822で中嶋が参戦した。中嶋とi&iはヨーロッパへの遠征も行い、緒戦のシルバーストン・サーキットで2位表彰台を獲得した。

### RA263E
1983年シリーズ用のエンジン。
この年から鈴鹿サーキット最終コーナーにシケインが新たに設置されたので、中低域のトルク増加を狙い、高速での伸びやコーナー立ち上がりでのピックアップを向上させた。
ヨーロッパでは、ラルトからジョナサン・パーマーとマイク・サックウェルが参戦。パーマーがチャンピオンを獲得し、サックウェルもシリーズ2位で続きシーズンを制圧した。スピリットはF1への参戦を開始したため、ヨーロッパF2でのホンダユーザーはラルトの二台のみとなった。
日本では、チームイクザワから参戦したジェフ・リースがシリーズ・チャンピオンを獲得。また中嶋が生沢の許を離れハラダレーシングに移籍したため、チームイクザワだけでなくハラダレーシングへも供給された。

### RA264E
1984年シリーズ用のエンジン。
ヨーロッパでは、ラルトからマイク・サックウェルとロベルト・モレノが参戦。サックウェルがシリーズチャンピオンを獲得し、モレノもランキング2位を獲得。ヨーロッパF2最終年を圧勝で飾った。
日本では、中嶋がヒーローズレーシングに移籍したため、チームイクザワのデイヴ・スコットとヒーローズの2チーム供給となった。中嶋がシリーズチャンピオン獲得。

### RA265E
1985年シリーズ用のエンジン。
この年から、ヨーロッパF2選手権はF3000選手権へと移行したので、F2は全日本選手権のみとなり、全日本は以後2年間F2レギュレーションで継続されることになった。日本のみの選手権になったので、マシン規定やエンジン規定の一部が変更になった。フラットボトム規定と、日本独自の騒音規制が適用になった。排気音量規制は、エンジンの最高回転数の75％での音量を計測するもので、1985年は120dB以下、1986年は115dB以下となることが定められた。
RA264Eは、実際の日本自動車連盟（JAF）による計測で128dBを記録したので、JAF認定の消音器（マフラー）を装着して参戦することになった。このマフラーは2本ある排気パイプの末端部に装着された。基本構造は、従来の排気パイプの先端から長さ30cmの全周にわたって直径約5mmの穴を多数開け、その周囲を石綿で包み、その石綿を直径の大きなパイプに包み込んだ形になっている。この部分でパイプ径を太くして排気の圧力を下げ、更に石綿でそれを吸収させる。この形状だと、従来のパイプ内径と同じ寸法の維持が可能で、大型化を避けつつ音量を下げられるサイレンサーとなった。
ヨーロッパF2の発展的終了に伴ってBMWがエンジン供給を縮小したため、日本では生沢・中嶋以外にそれまでBMWユーザーだったホシノレーシングも打倒・中嶋を目指して同じホンダエンジンを希望し、この年からホンダユーザーとなった。中嶋は2年連続となるチャンピオンを獲得した。そしてエンジン面ではホンダとBMWとの対決構図だったF2が、新たに参戦してきたヤマハ・OX66との戦いとなっていく。

### RA266E
1986年シリーズ用のエンジン。このエンジンを以てホンダのF2エンジンの開発は終了する。1985年よりもさらに厳しくされた排気音量規制に対応するため、マフラーの形状および内容を変更した。ドライバーは中嶋/星野/高橋国光/マイク・サックウェルの4名。
レースでは、OX66に開幕3連勝を許すものの、シーズン途中より電子制御を導入し優位を奪い返した。中嶋は3年連続となるチャンピオンを獲得した。
翌年以降は、日本のF2選手権も全日本F3000選手権へと変更になる。